# Consac
Consac ist eine französische Gemeinde mit 235 Einwohnern (Stand: 1. Januar 2022) im Département Charente-Maritime in der Region Nouvelle-Aquitaine (vor 2016 Poitou-Charentes); sie gehört zum Arrondissement Jonzac und zum Kanton Jonzac. Die Einwohner werden Consacais genannt.

## Geographie
Consac liegt etwa 70 Kilometer nördlich von Bordeaux. Umgeben wird Consac von den Nachbargemeinden Plassac im Norden, Saint-Sigismond-de-Clermont im Nordosten, Nieul-le-Virouil im Osten, Saint-Dizant-du-Bois im Südosten, Semillac im Süden, Semoussac im Südwesten sowie Saint-Ciers-du-Taillon im Westen.
Durch die Gemeinde führt die Autoroute A10.

## Bevölkerungsentwicklung
| Jahr                      | 1962 | 1968 | 1975 | 1982 | 1990 | 1999 | 2006 | 2013 | 2019 |
| Einwohner                 | 285  | 260  | 225  | 234  | 210  | 240  | 237  | 231  | 225  |
| Quelle: Cassini und INSEE |      |      |      |      |      |      |      |      |      |

## Sehenswürdigkeiten
- Kirche Saint-Pierre aus dem 12./13. Jahrhundert, Monument historique seit 2003 (siehe auch: Liste der Monuments historiques in Consac)

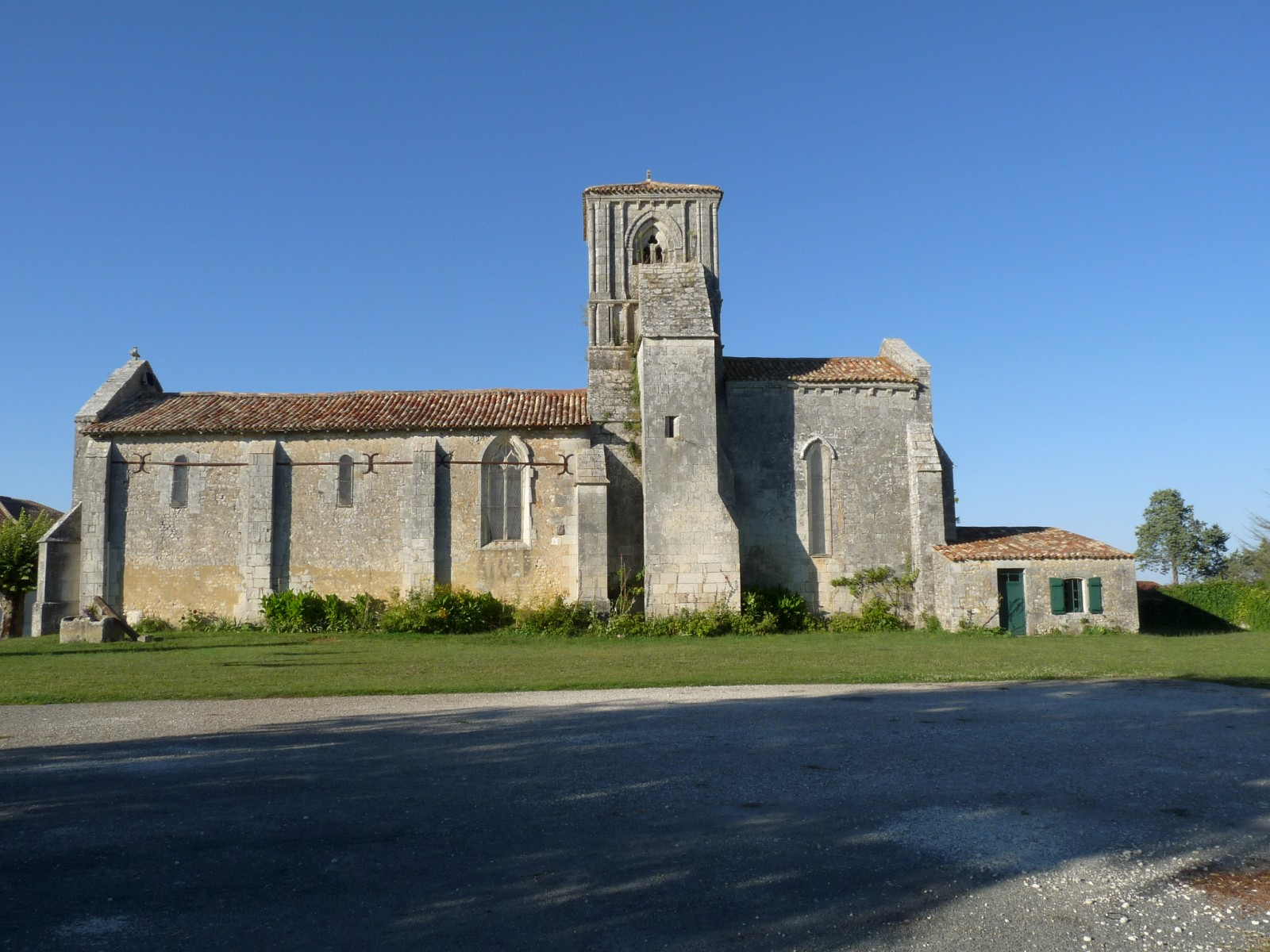
Kirche Saint-Pierre

- Schloss La Vigerie